# Ōuchi-juku

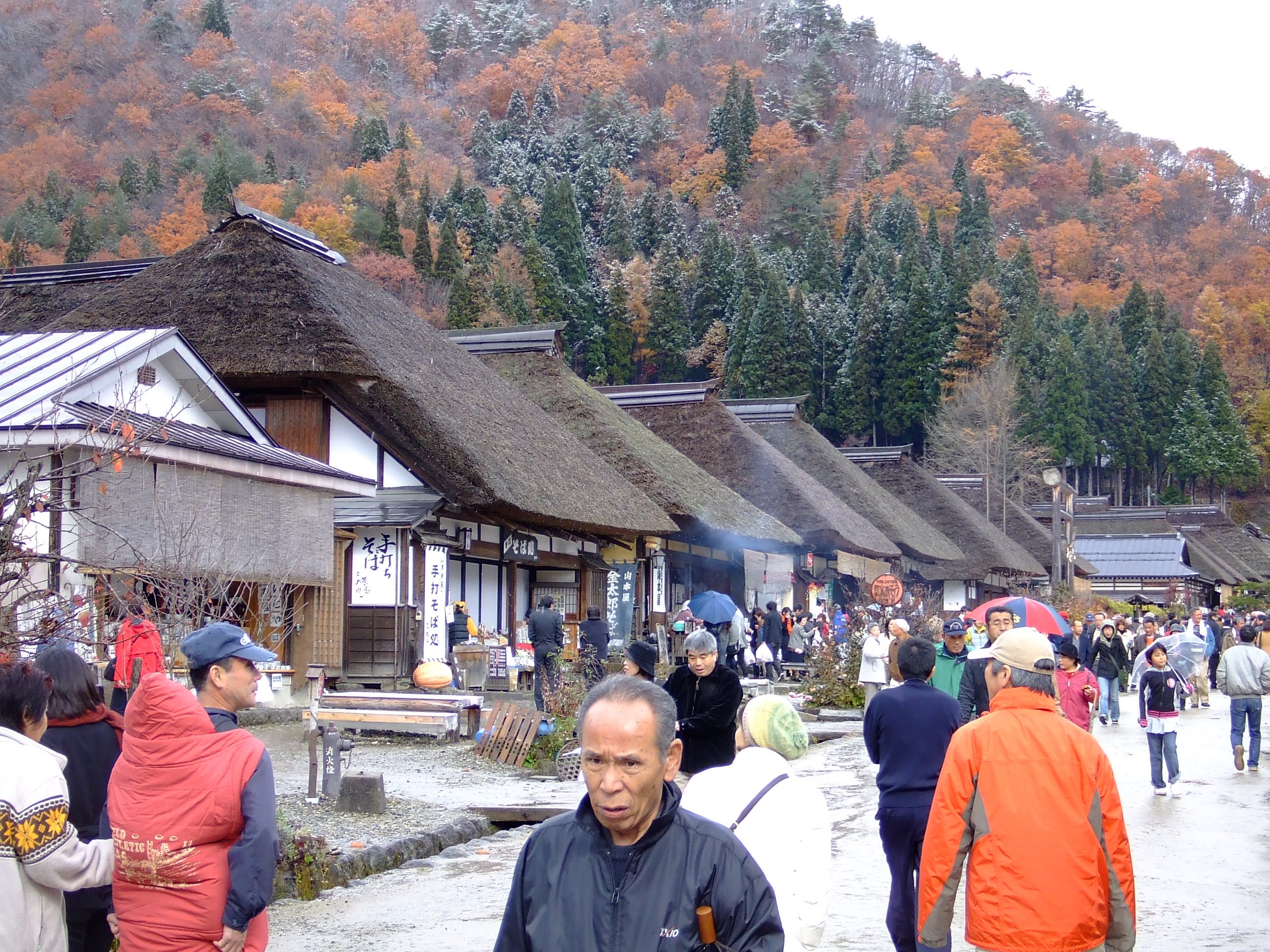
Rue principale d'Ōuchi-juku.

Ōuchi-juku (大内宿, Ōuchi-juku) est un shukuba (relais de poste) du Aizu Nishi Kaidō de l'époque d'Edo. À présent situé dans la ville de Shimogō, Fukushima, district de Minamiaizu dans la préfecture de Fukushima, il est renommé pour ses nombreux bâtiments de l'époque d'Edo aux toits en chaume qui bordent sa rue principale.

## Histoire
Ōuchi-juku était un important relais de poste dont les bâtiments servaient de boutiques, d'auberge et de restaurants pour les voyageurs. De nombreuses constructions ont été conservées telles qu'elles étaient avant la restauration Meiji et le site a été désigné Important Preservation Districts for Groups of Traditional Buildings (en) (importants districts de préservation pour groupes de bâtiments traditionnels). Le village est maintenant une destination touristique populaire.

## Galerie d'images

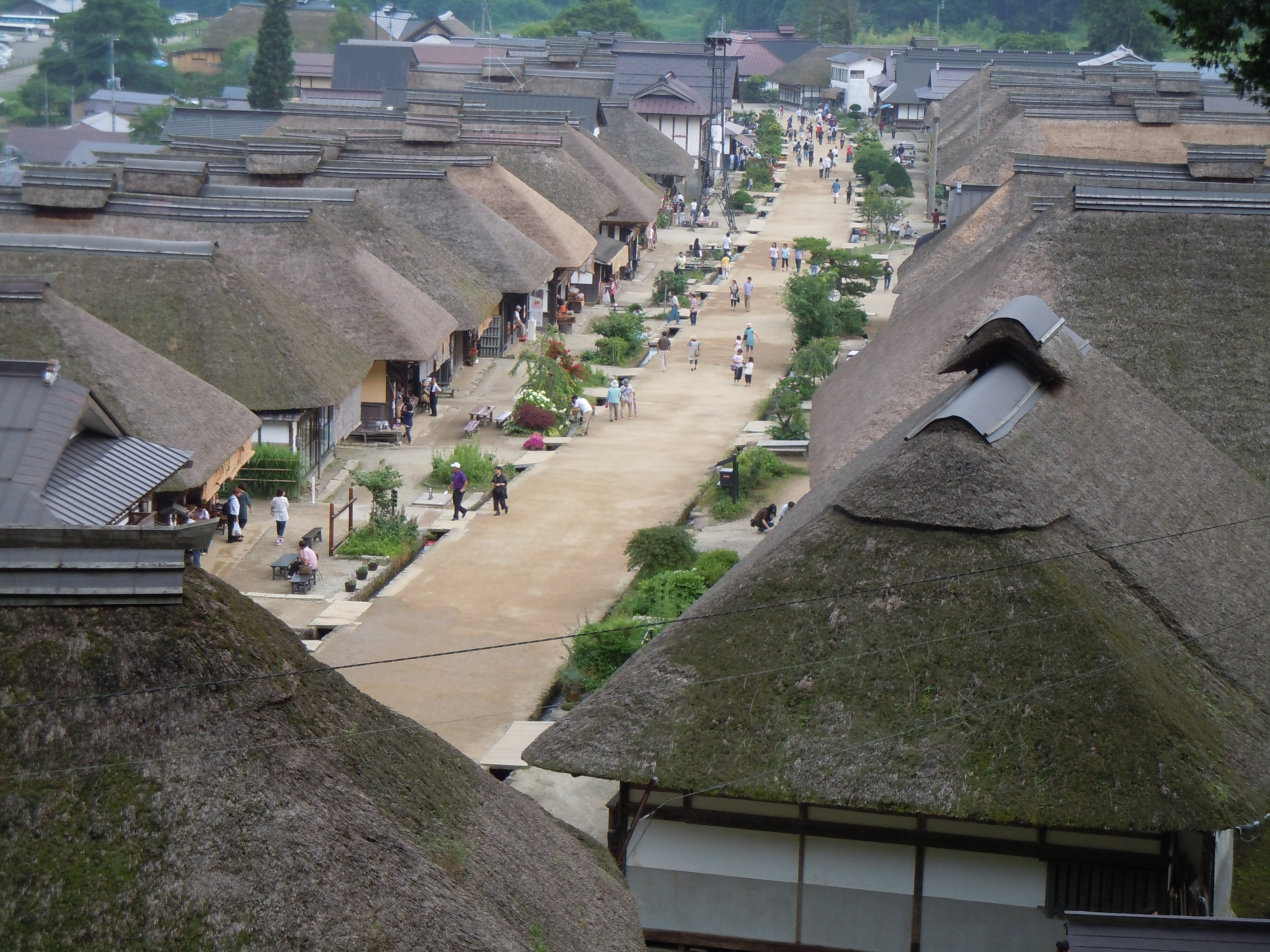
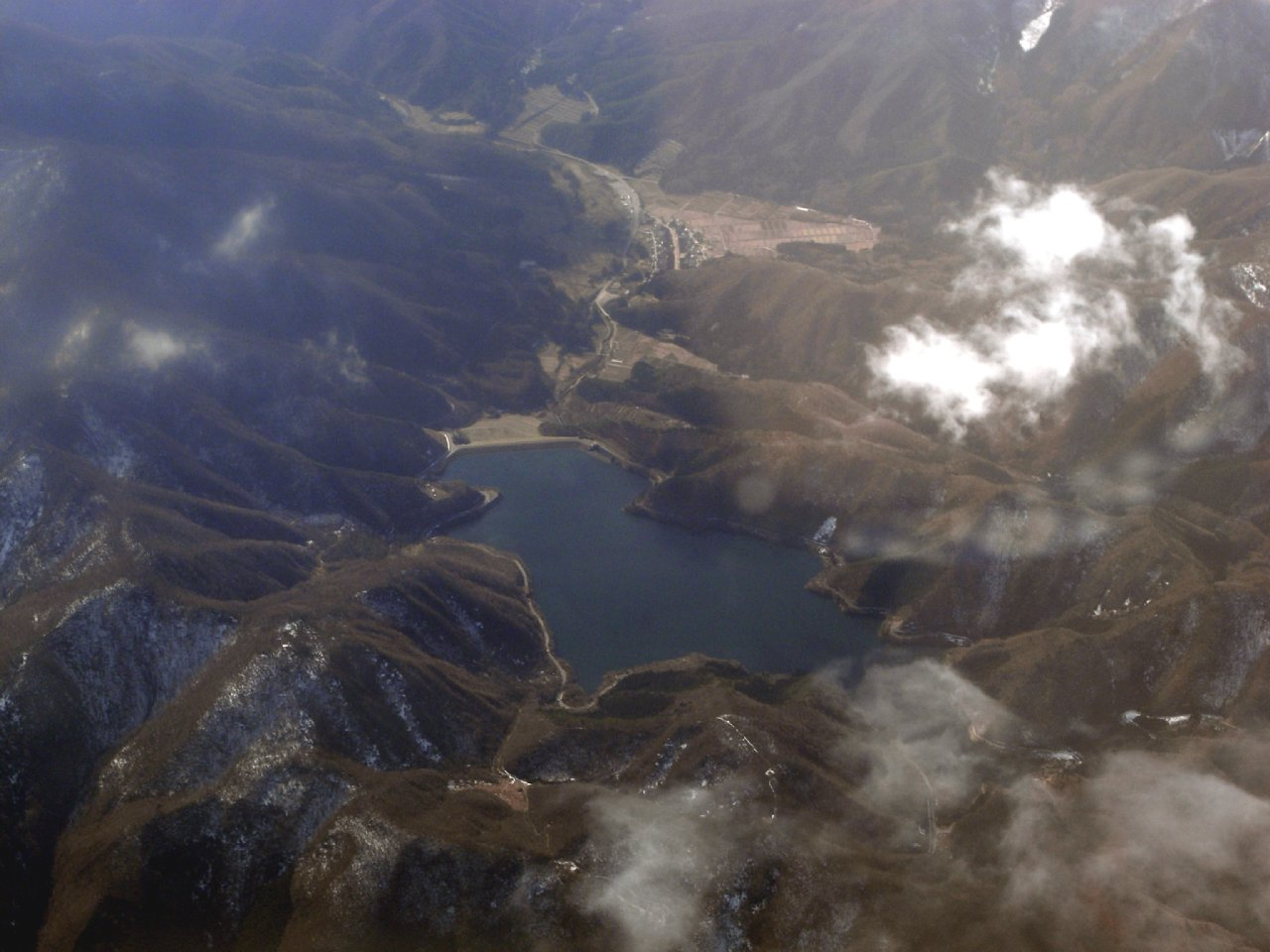
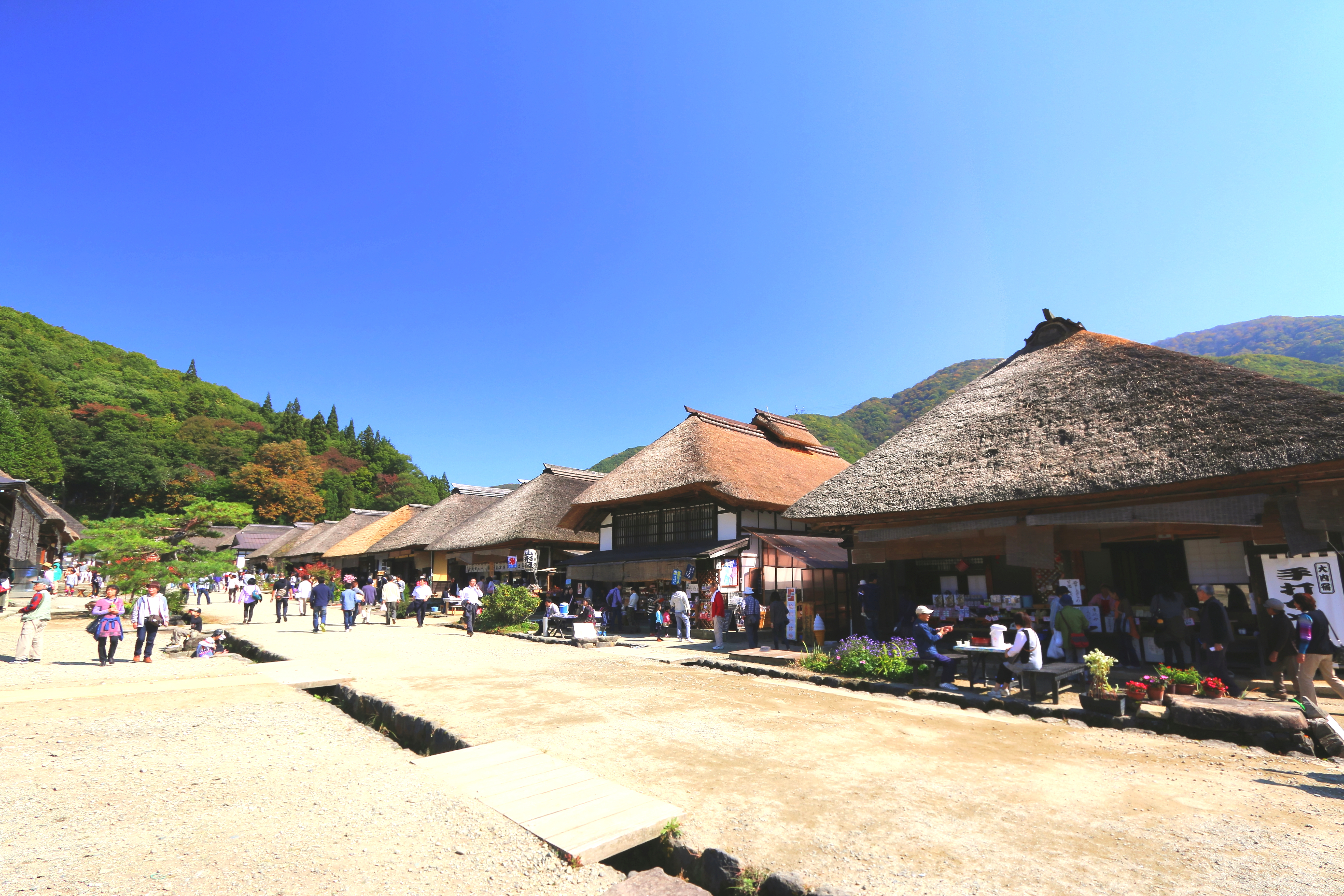
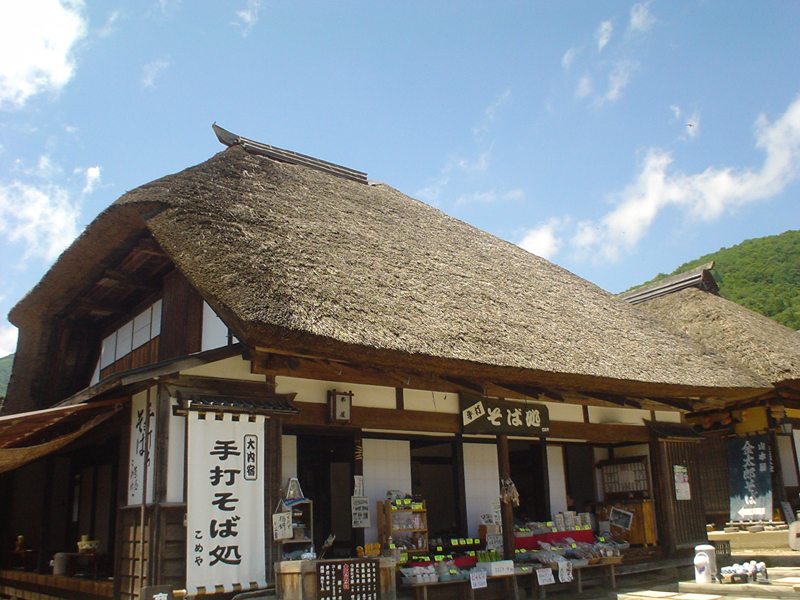
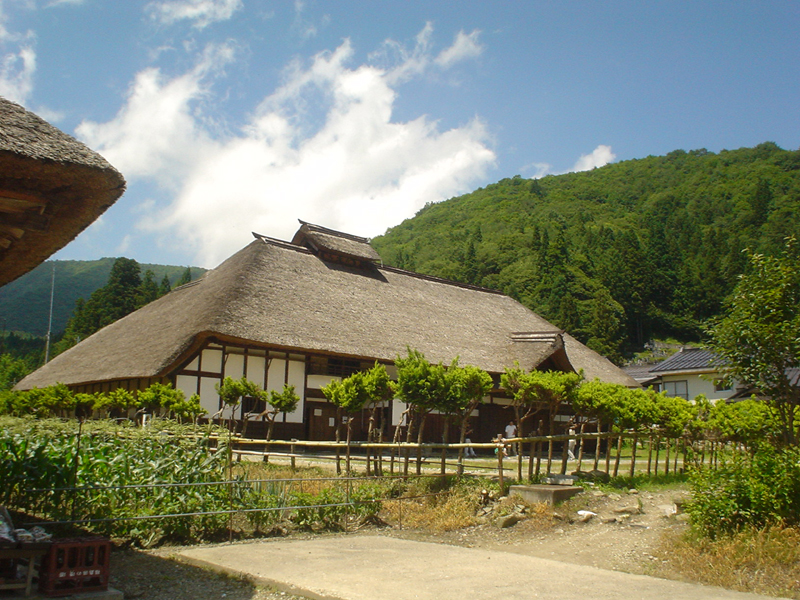
Boutique de soba.
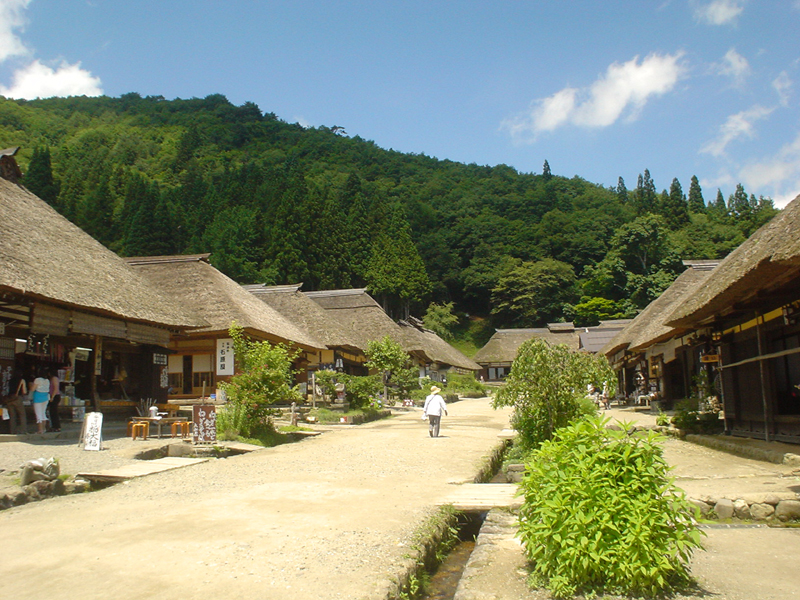
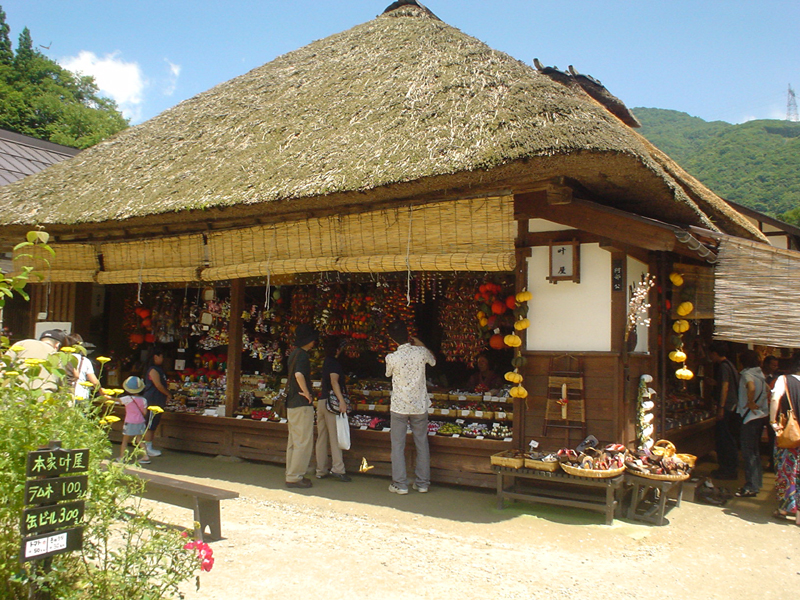
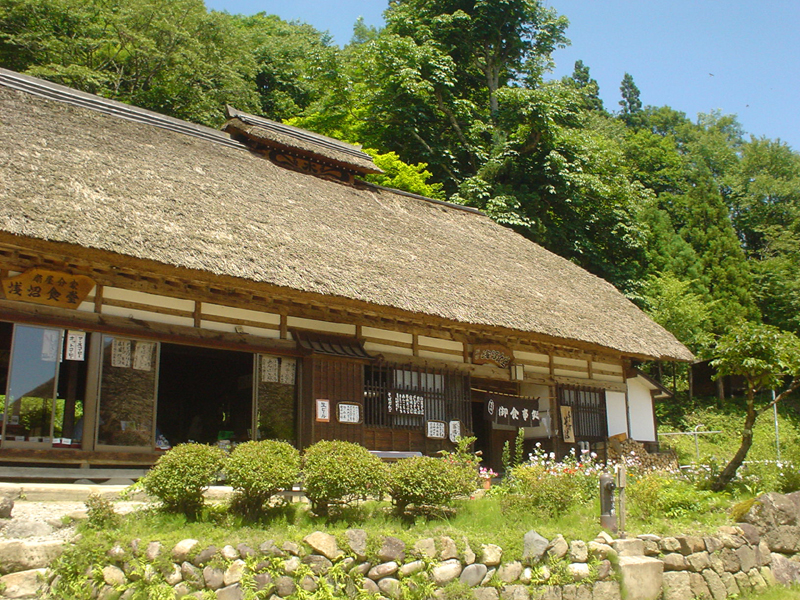
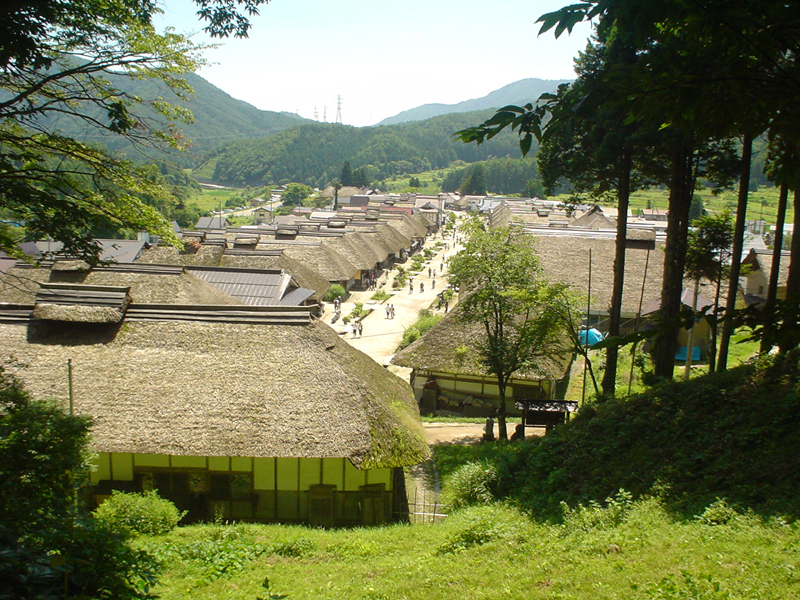
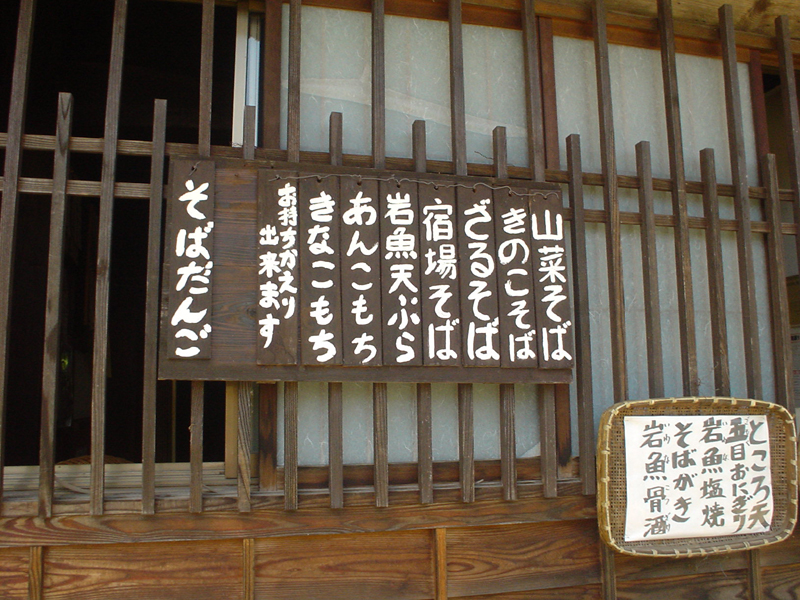